# Polysphaeria parvifolia
Polysphaeria parvifolia är en måreväxtart som beskrevs av William Philip Hiern. Polysphaeria parvifolia ingår i släktet Polysphaeria och familjen måreväxter. Inga underarter finns listade i Catalogue of Life.